# 상리면
상리면(上里面)은 대한민국 경상남도 고성군에 있는 면이다. 상리면은 고성읍에서 13 km 서쪽에 위치하여, 동쪽으로는 고성읍, 서쪽은 사천시 정동면과 사남면, 남쪽은 하일면, 하이면과 북쪽은 영현면과 접하고 있다.

## 연혁
- 소가야 때 상리면은 보령향의 일부였다.
- 1018년 고려 현종 9년에 고성현으로 개칭되면서 상리면이라 칭함
  - 상리면은 가슬, 척정, 오산, 가동, 봉곡, 고곡, 비고곡, 조동, 동산, 선동, 무이, 망림, 구미, 자은, 부포의 15개 동리 관할
- 1914년 3월 10일 고성군의 면을 병합할 때부터 상리면이라 하고 동·리만 개편, 가슬, 오산, 고봉, 조동, 동산, 무선, 망림, 자은, 부포 9개리 관할[2]
- 1984년 8월 22일 고봉, 신촌, 오산, 척번정, 동산, 망림, 무선, 자은, 부포 9개리로 현재에 이르고 있음[3]

## 행정 구역
- 고봉리
- 신촌리
- 오산리
- 척번정리
- 동산리
- 망림리
- 무선리
- 자은리
- 부포리

## 교육
- 상리초등학교
- 상동초등학교 (폐교) : 상리면 상정대로 1186 (망림리)
- 상리중학교